# Tata (Ungarn)
Tata [ˈtɒtɒ] (deutsch Totis, lateinisch Dotis) ist eine ungarische Stadt im gleichnamigen Kreis im Komitat Komárom-Esztergom mit ungefähr 25.000 Einwohnern (Stand 2011).

## Lage
Tata liegt 67 km von Budapest entfernt in der Seenplatte der „ungarischen Toskana“ an der Autobahn M1 zwischen Wien und Budapest in der Nähe des Gerecse- und des Vértes-Gebirges.

## Stadtteile
- Tata (Totis) – Oberstadt
- Tóváros – Seestadt
- Baj
- Agostyán (Augustin)

## Bevölkerung
2001 lebten 23.937 Einwohner in der Stadt, nach Volksgruppen:
- 93,3 % Ungarn
- 1,6 % Deutsche
- 0,6 % Roma
- 0,2 % Slowaken
- 6,5 % Andere

## Geschichte

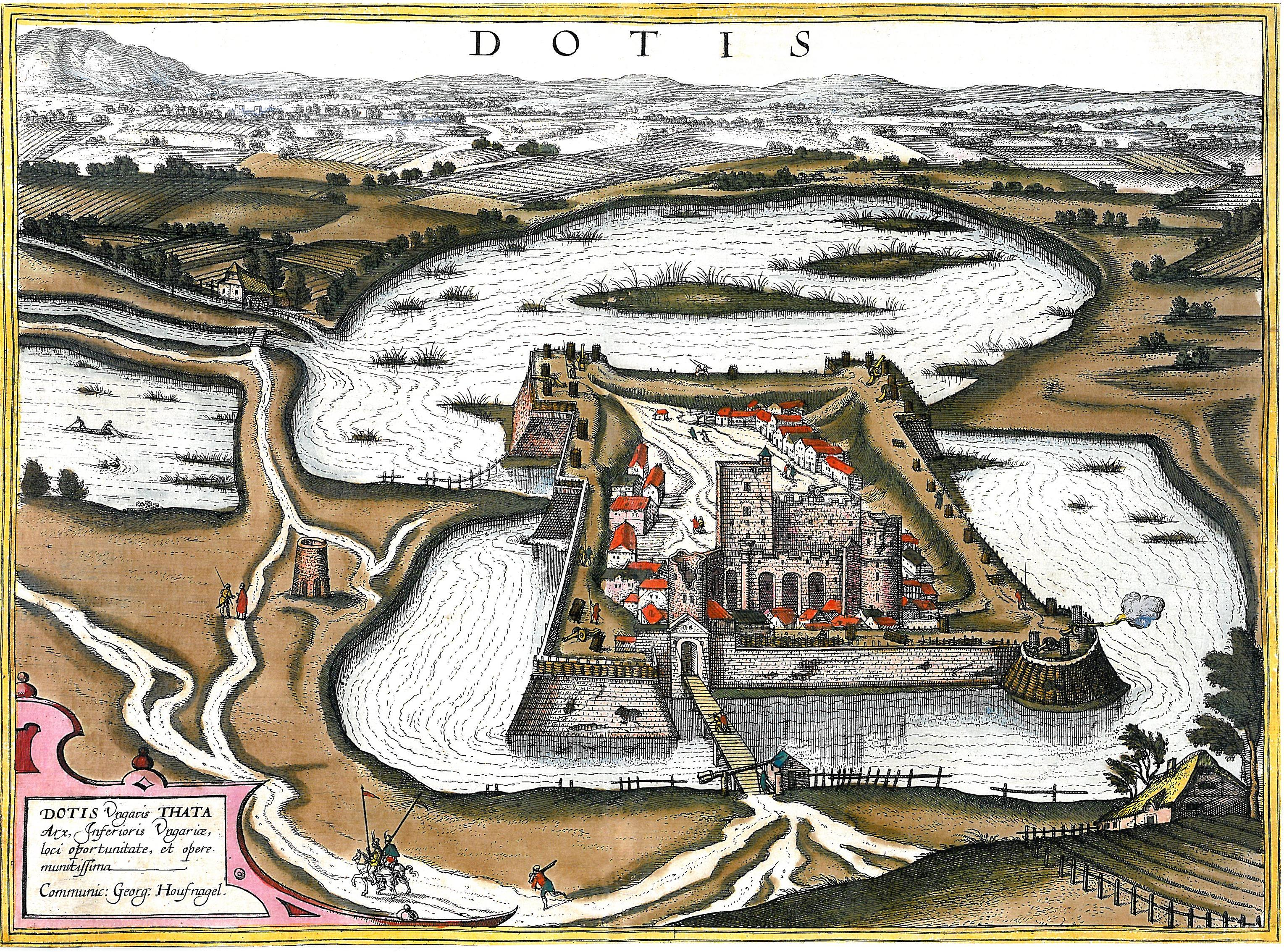
Ansicht von Totis um 1600 (Stich von Georg Hoefnagel)

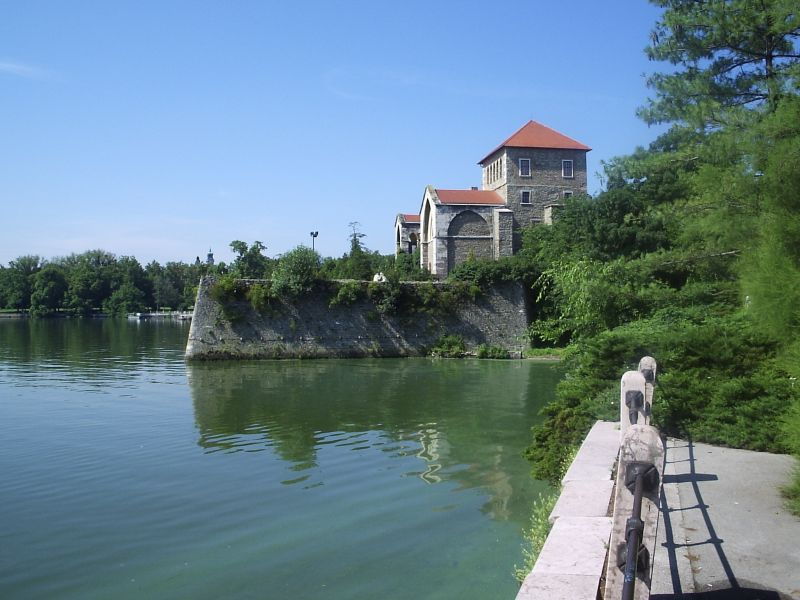
Ostansicht der Burg in Tata

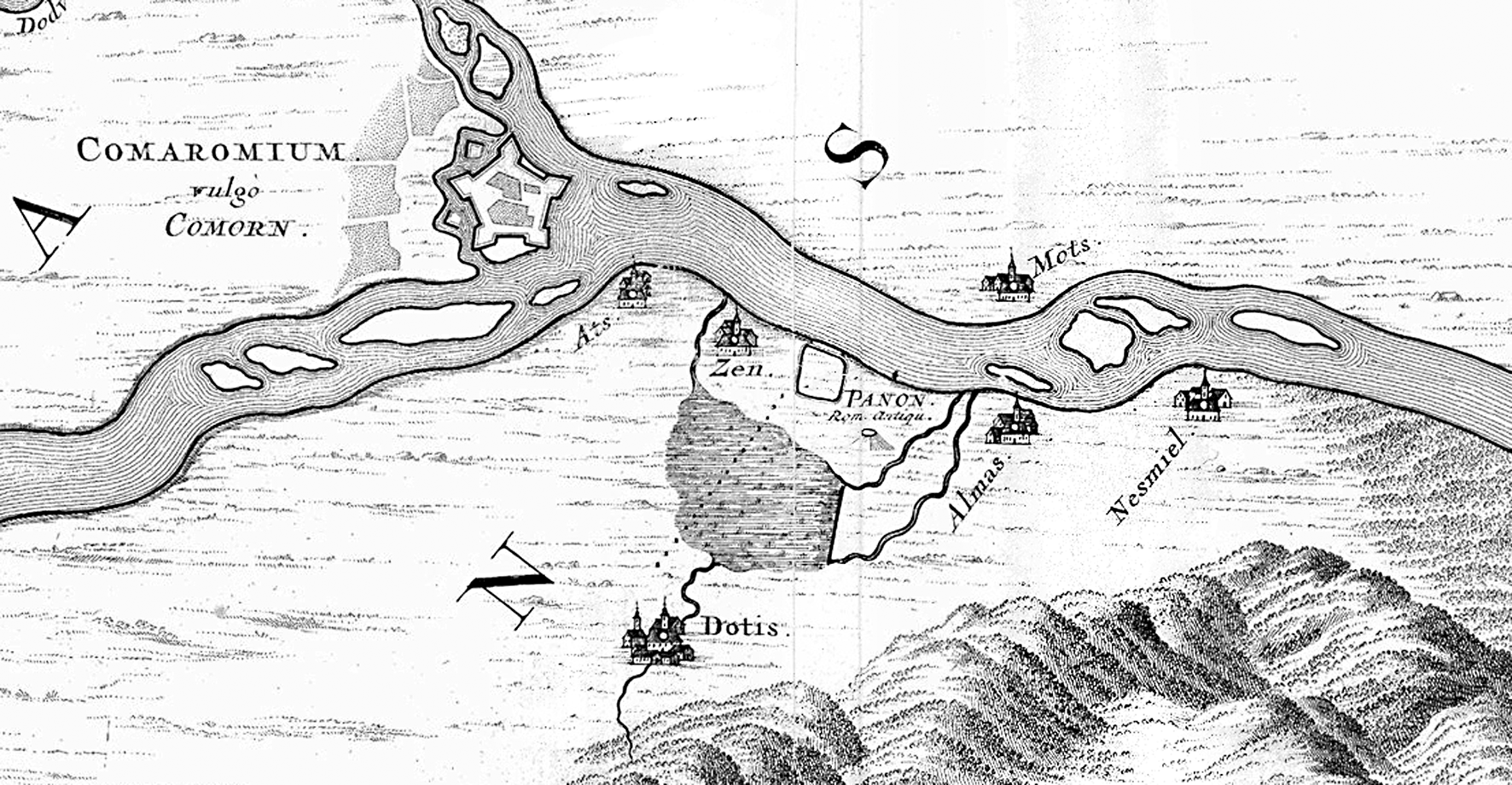
Tata (Dotis) in dem Kartenwerk des Luigi Ferdinando Marsigli (Ausschnitt). Veröffentlicht 1726.

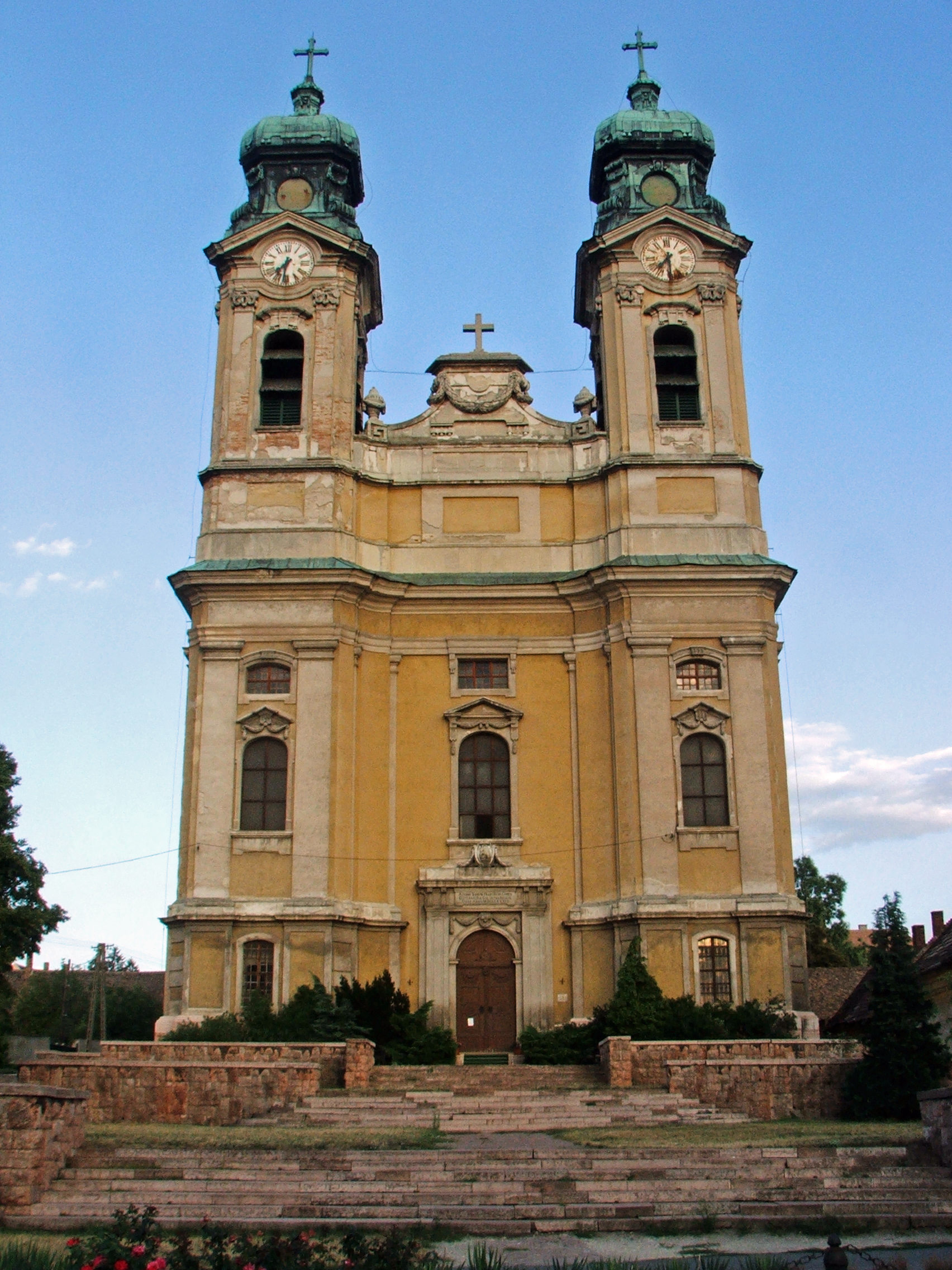
Ansicht der Kirche von Tata

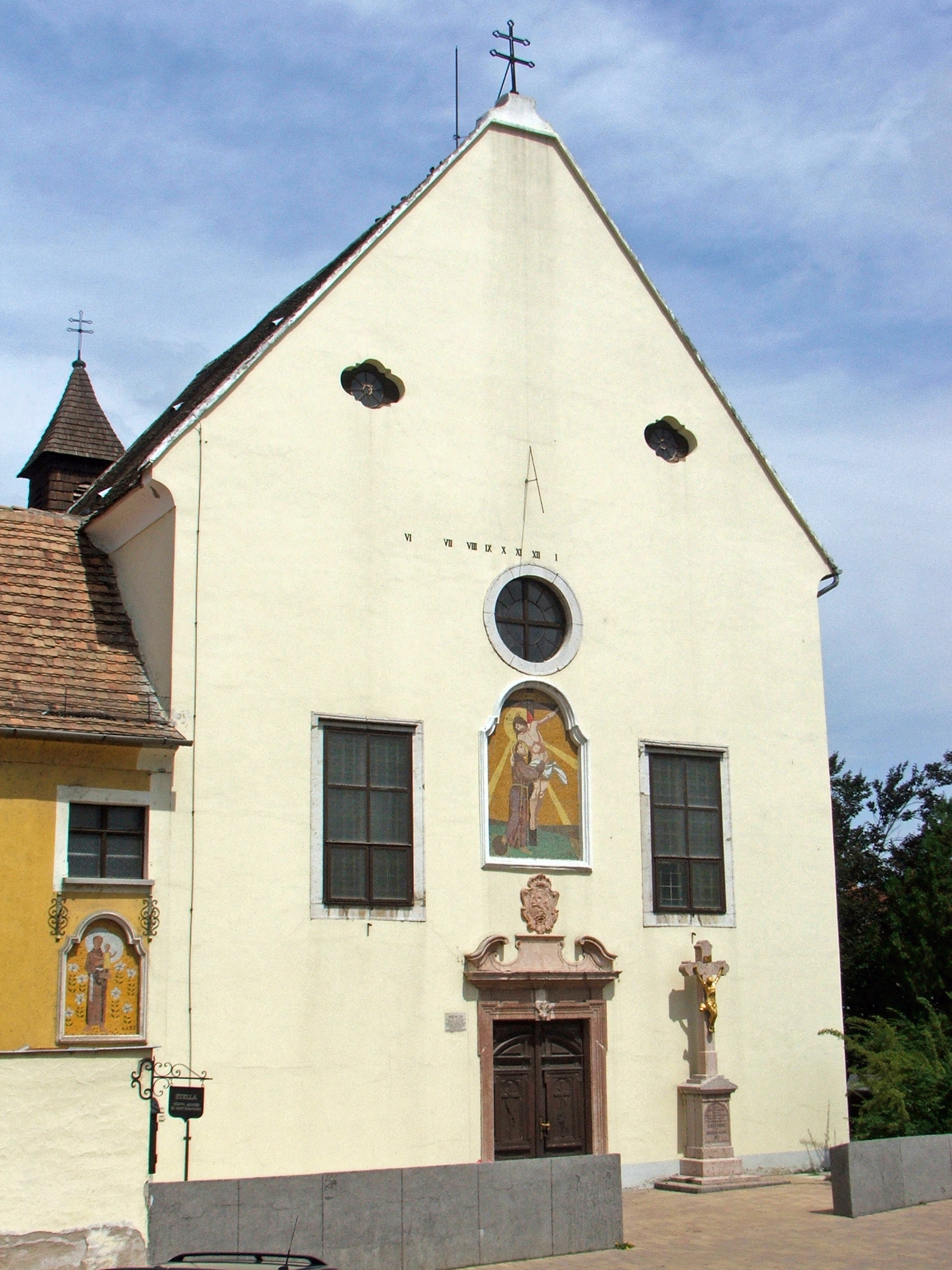
Kapuzinerkirche in Tata

Die Ursprünge der Siedlung reichen bis ins 11. Jahrhundert zurück und stammen von einer Benediktinerabtei.
Die erste Stadtbezeichnung stammt aus dem Jahre 1388 von König Sigismund. In dieser Zeit wurde auch die Burg der Familie Lackfis als Gut am Ufer des großen Öreg-Sees ausgebaut. Zwischen 1397 und 1409 baute König Sigismund die Burg zum königlichen Palast um. König Matthias gestaltete die Burg 1467–1472 im Stil der Renaissance um.
Während der Türkenkriege war die neu verschanzte Burg ein wichtiges Glied im Habsburger Verteidigungssystem und wurde von den Osmanen zerstört. Nachdem die Türken vertrieben worden waren, kam die Burgruine 1727 in den Besitz der Familie Esterházy, die bis zur zweiten Hälfte des 18. Jahrhunderts unter der Leitung von Jakob Fellner Tata als Zentrum ihrer großen Besitztümer herrschaftlich ausbaute und große Errungenschaften ihrer Zeit erbauen ließ. So gibt es den Englischen Park, der auch heute noch den zweitgrößten der vielen Seen umgibt, den Cseke-See. In der teilrekonstruierten Burg befindet sich seit 1954 das Kuny Domokos Megyei Múzeum.
In dieser Zeit gewann Tata auch sein barockes Antlitz mit Werken des Hofbaumeisters Jakob Fellner, so das Schloss des Grafen, das Gästeschloss im Park, das Kloster der Piaristen, die Pfarrkirche oder den hölzernen Uhrenturm, der die Zeit bis heute ohne einen Nagel zur Befestigung überstanden hat.
Graf Miklós Esterházy ließ in den 1880er Jahren ein Schlosstheater am Ufer des Sees errichten. Dieses Theater galt als das letzte 'Privattheater' Ungarns. An dem Bau wirkten namhafte Künstler der damaligen Zeit mit. Nach dem Tode des Grafen fanden in diesem Theater keine Aufführungen mehr statt. Das Anwesen verfiel und wurde 1913 abgerissen. Heute erinnert nur mehr ein Gedenkstein an diesen Bau (siehe Weblinks).
1938 vereinigte sich die Siedlung Tóváros („Seestadt“) mit der Stadt Tata. 2013 wurde die Stadt mit dem Europapreis für ihre herausragenden Bemühungen um die europäische Integration ausgezeichnet.

## Wirtschaft
Größte Arbeitgeber der Stadt sind heute neben dem Fremdenverkehr eine Hochhaus- und Großklimaanlagenfabrik und ein Kühlschrankhersteller.

## Verkehr
Der Bahnhof liegt an der Staatsbahnlinie von Budapest nach Győr. Eine Anschlussstelle der Autobahn M1 befindet sich im Ort.

## Sehenswürdigkeiten
- Burg Tata mit Burgmuseum Tata
- Schloss Esterházy
- Ungarndeutsches Museum (auch Ungarndeutsches Landesmuseum, ungarisch Német Nemzetiségi Múzeum)
- Heilig-Kreuz-Kirche
- Kapuzinerkirche, erbaut von Jakob Fellner
- Cifra-Mühle und Nepomucénus-Mühle[2]
- zahlreiche Denkmäler, wie der Jüdische Friedhof oder das Golgatha-Denkmal am Kalvarienberg[3]
- neben der Statue von Johannes, dem Täufer steht direkt am Öreg-See eine riesige alte Platane ⊙, welche 2014 den nationalen Wettbewerb[4] gewann und 2015 als Vertreter Ungarn am Wettbewerb „Europäischer Baum des Jahres“[5] teilnahm.

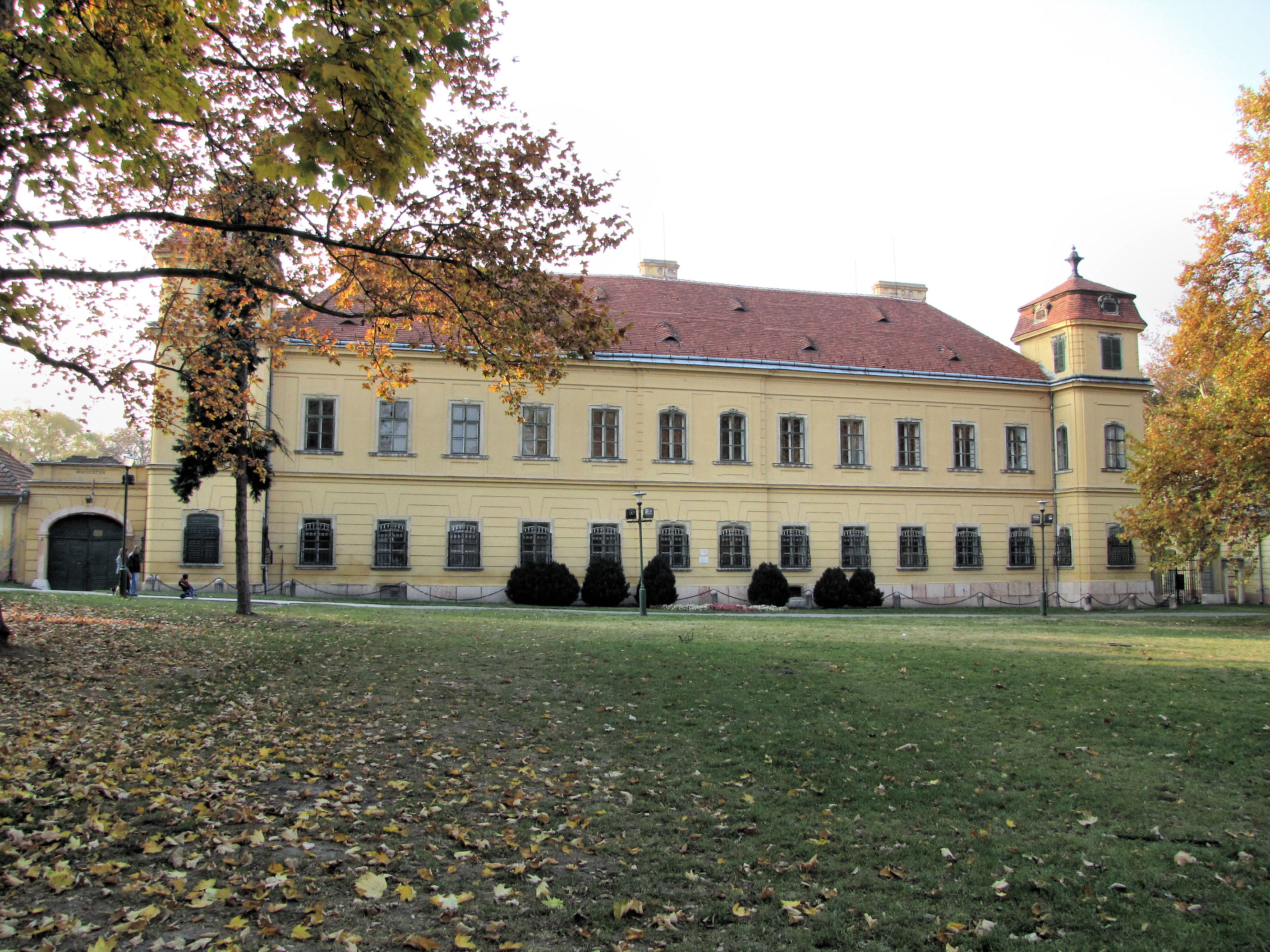
Das Neue Schloss (Schloss Esterházy) in Tata
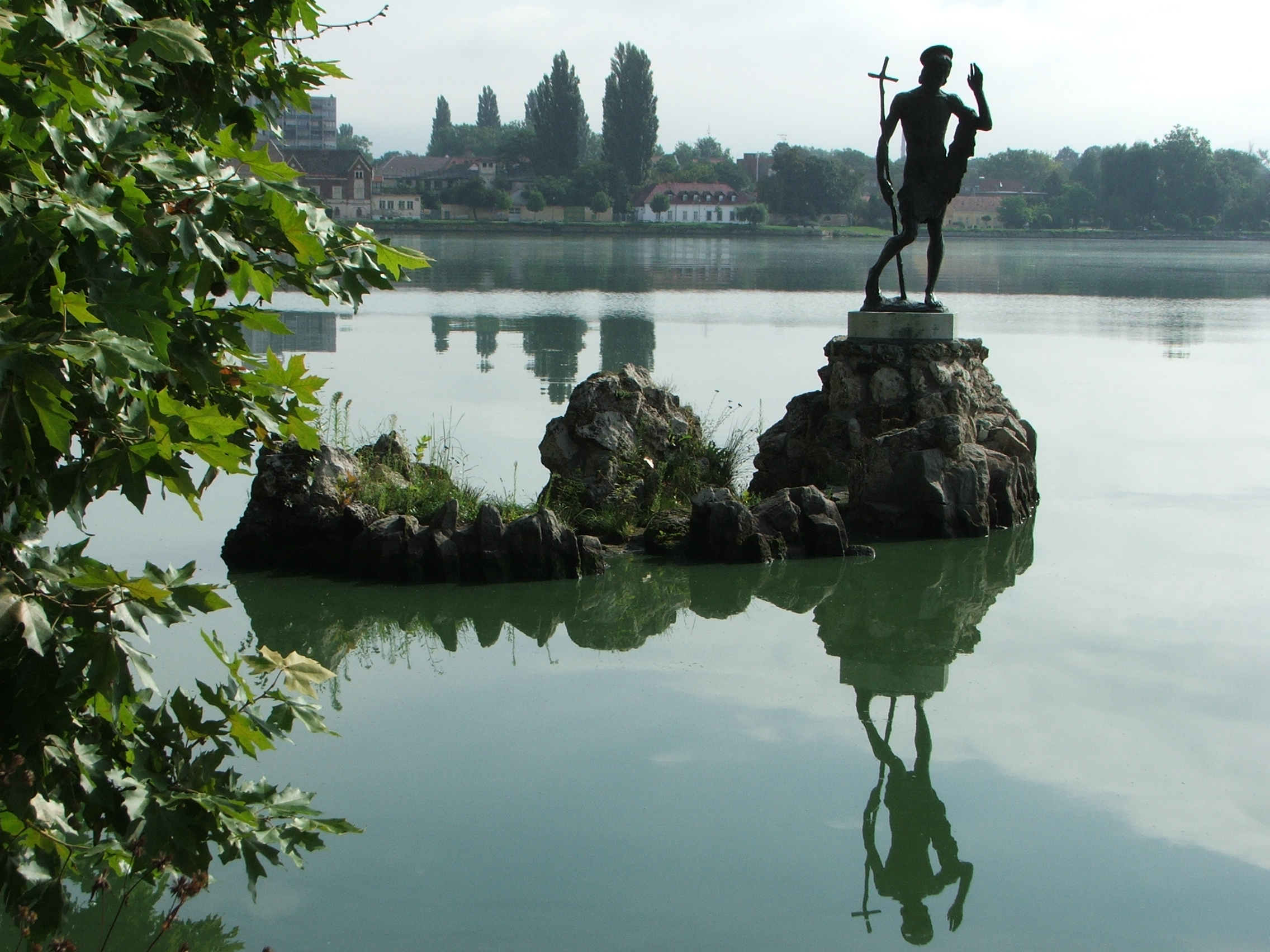
Statue von Johannes dem Täufer
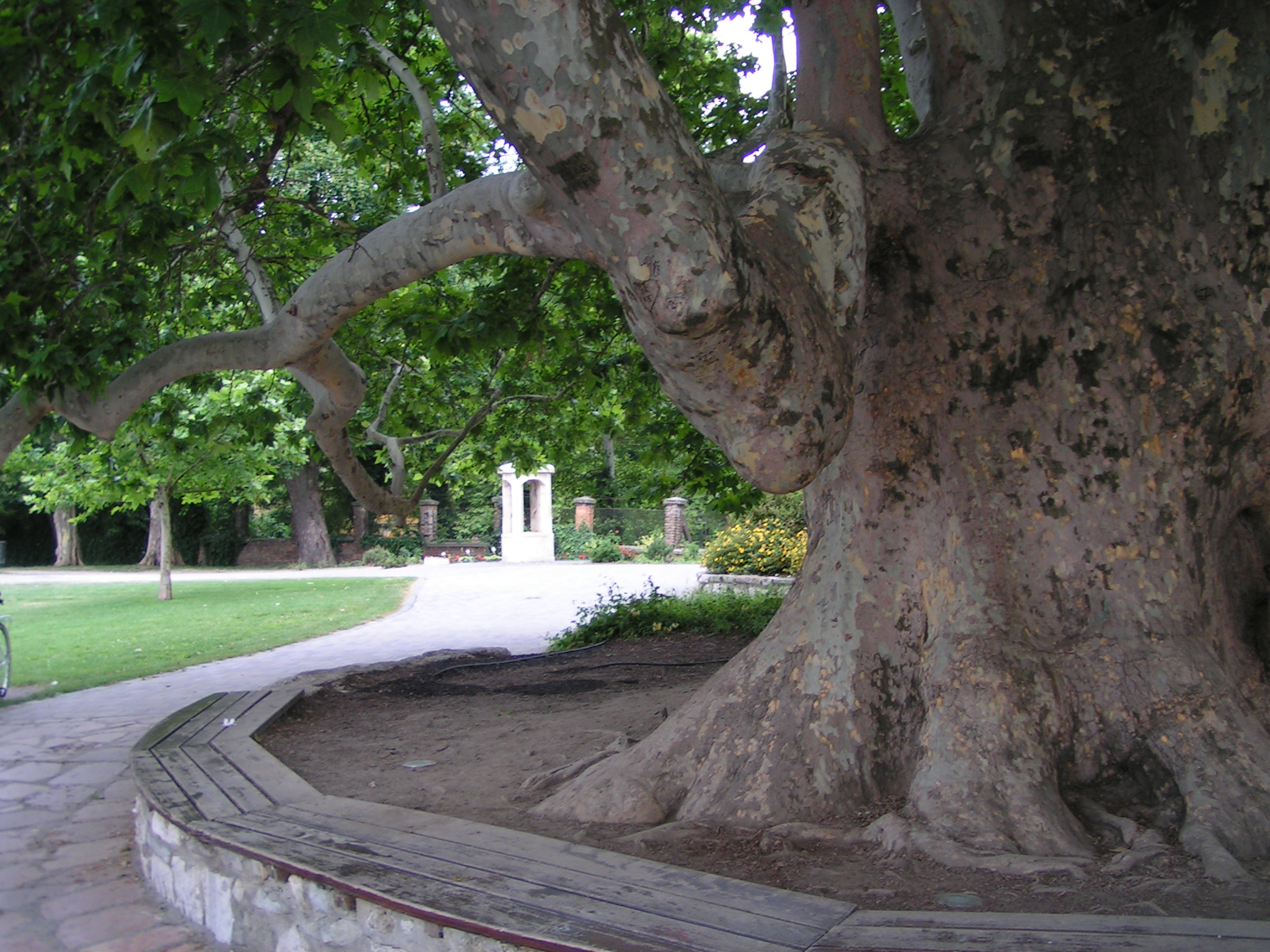
Platane von Tata

## Einrichtungen
Im Ort befindet sich ein nationales olympisches Trainingszentrum für Ballsportarten und Leichtathletik.

## Städtepartnerschaften
Tatas Partnerstädte sind
- Alkmaar, Niederlande, 1985
- Arenzano, Italien, 1994
- Bystřice (Bistritz), Tschechien
- Dammarie-les-Lys, Frankreich, 1993
- Gerlingen, Deutschland, 1987
- Kanjiža, Serbien
- Montebelluna, Italien, 2000
- Pińczów, Polen, 2004
- Sovata, Rumänien, 2002
- Svodín, Slowakei, 1997

## In Tata geboren
- Moritz Fischer von Farkasházy (1799–1880), Porzellanhersteller
- Anton Baumgarten (1820–1887), österreichischer Architekt
- Paul von Jankó (1856–1919), Erfinder
- Ottó Titusz Bláthy (1860–1939), ungarischer Ingenieur
- Alois Veltzé (1864–1927), österreichischer Offizier, Archivar und Historiker
- Joci Pápai (* 1981), ungarischer Sänger aus der Volksgruppe der Roma
- István Szögi (* 1995), Mittel- und Langstreckenläufer

## Namhafte Persönlichkeiten mit Bezug zu Tata
- Graf Miklós Esterházy de Galántha (1839–1897), Theaterbauer und Begründer des Wiener Jockey-Clubs

## Nachweise
1. ↑  Helyi önkormányzati választások 2019 - Tata (Komárom-Esztergom megye). Nemzeti Választási Iroda, 13. Oktober 2019, abgerufen am 30. September 2021 (ungarisch).
2. ↑  Ungarn - Abenteuerurlaub der besonderen Art
3. ↑  Ein verwunschener Ort in Tata
4. ↑  Év fája verseny 2014
5. ↑  ETOY 2015: die große Platane von Tata
6. ↑  Website Tata, abgerufen am 6. Oktober 2017